# راسپادسکایا
راسپادسکایا (به انگلیسی: Raspadskaya) شرکت استخراج معدن زغال سنگ روسی است، که دفتر مرکزی آن در شهر کمروف، استان کمروو قرار دارد.
ارزش کل ذخایر معدنی شرکت راسپادسکایا در سال ۲۰۰۸ معادل ۱،۴۶۱ میلیون تن و کل ذخایر زغال سنگ آن برابر ۷۸۲ میلیون تن برآورد شده است.